# Chaudenay (Haute-Marne)
Chaudenay é uma comuna francesa na região administrativa de Grande Leste, no departamento de Haute-Marne. Estende-se por uma área de 4,6 km². Em 2010 a comuna tinha 354 habitantes (densidade: 77 hab./km²).